# Vicomté de Troyes
La  vicomté de Troyes était un fief féodal situé en Champagne. Elle avait son siège à Troyes, dans l'Aube. La vicomté de Troyes fut fractionnée dès 1260 entre multiples détenteurs.

## Histoire
Il est difficile d'en faire l'histoire et de reconnaitre les charges qui étaient afférentes au titre. Si l'office est supprimé à une date indéterminée, le fief héréditaire persiste. Les vicomtes de Troyes devaient foi et hommage au comte, puis au roi son héritier. En 1260, le fief fut partagé entre la famille comtale, Jeanne de Plancy, Jean II de Dampierre.

## Territoire
Le siège de la vicomté était à Troyes, entre la porte de Croncel et l'église Saint-Nicolas de Troyes. Les revenus provenaient des halles de Châlons, le minage des grains, le forage des vins, des droits de tonlieu sur la porte de Croncels et de Saint-Jacques à Troyes. La plupart des terres étaient à Villechétif.

## Liste des vicomtes de Troyes
- 959 : Gautier,
- ca 1040 jusqu'à son mariage avec Milon 1er : Luitisse, riche héritière de Champagne et vicomtesse de Troyes[2]
- ????-1102 : Milon Ier de Montlhéry[2]
- 1102-1118 : Milon II de Montlhéry[3]
- 1118-1122 : Renaud de Montlhéry, frère du précédent, prévôt de l’église de Troyes puis évêque de Troyes[4]
- 1122-1151 : Guy Ier de Dampierre, neveu du précédent, fils d'une sœur de Renauld[5],
- 1151-1174 : Guillaume Ier de Dampierre, fils du précédent[6],
- 1174-1216 : Guy II de Dampierre, fils du précédent[6],
- 1216-1241 : Guillaume II de Dampierre, fils du précédent[7],
- 1241-1258 : Jean Ier de Dampierre, fils du précédent[7],
- 1258-1276 : Jean II de Dampierre, fils du précédent, il vend ses droits sur la vicomté en 1276 à Pierre de Chambly, fils d'un chambellan du roi Saint Louis[8].

## Partage de la vicomté
- 1260 : partage en trois tiers de la vicomté entre les enfants de Jean Ier de Dampierre[9].,
- 1260-1263 : Eustache de Conflans, époux de Jeanne de Dampierre, fille de Jean Ier (pour un tiers). En 1263, il cède sa part de la vicomté au Chapitre de Saint-Étienne de Troyes[9],
- 1260 : le second tiers est divisé en quatre parties, chaque partie faisant un douzième au total.
  - Une de ces parts est acquise par Pierre V de Chambly[9]. Pierre V échange sa part avec Philippe V, roi de France en mai 1299[10],
  - Le second quart revient au roi de France (par achat ou confiscation)[10],
  - Le troisième quart revient aux Barons d'Assenay, alliés par les femmes à la maison des Comtes de Champagne et à celle de Dampierre[10],
  - Le quatrième quart appartient en 1410 à Pierre de Grai, écuyer, baron de Villebertain[11],
- 1260 : le troisième tiers appartient à Georges de Jarrige, écuyer (en 1330)[12],
- ca 1330 : Claude de Jarrige (part de Pierre de Chambly)[10],
- ca 1350 : Thibaut, baron d'Assenay[13]
- Jean Jouvenel des Ursins, petit-fils du précédent[11],

## Ancien Régime
On constate en 1643 que la vicomté de Troyes demeure fractionnée entre plusieurs détenteurs :
- pour un douzième le Roi,
- un douzième : le maire et les échevins de Troyes,
- un tiers : le chapitre Saint-Étienne de Troyes,
- la famille de Mesgrigny.